# Бенуа Шварц
Бенуа́ Шва́рц (нім. Benoît Schwarz, нар. 19 серпня 1991, Цюрих, Швейцарія) — швейцарський керлінгіст, олімпійський медаліст, чемпіон Європи з керлінгу (2013). Ведуча рука — права.

## Життєпис
Бенуа Шварц народився у Цюриху. В 2010 році став переможцем молодіжного чемпіонату світу з керлінгу у Флімсі, а рік потому в Перті задовольнився «сріблом» на цих же змаганнях. Крім того у 2011 році Бенуа вперше взяв участь у чемпіонаті Європи з керлінгу серед чоловіків, після чого щороку представляв Швейцарію на провідних світових чи континентальних змаганнях. У 2013 році він став чемпіоном Європи у складі команди під проводом Свена Міхеля.
У лютому 2014 року Бенуа у складі збірної Швейцарії взяв участь у зимових Олімпійських іграх в Сочі, що стали для нього першими у кар'єрі. Скіпом команди знову був Свен Міхель, а Шварц виконуав роль запасного гравця. З 9 проведених на Іграх матчів швейцарцям вдалося перемогти лише у трьох, внаслідок чого вони посіли восьме підсумкове місце і до раунду плей-оф не потрапили.
Бронзову олімпійську медаль  Шварц виборов на Пхьончханській олімпіаді 2018 року, граючи четвертим у команді Петера де Круза. 

## Виступи на Олімпійських іграх
| Змагання                     | Місто | Місце | % кидків |
| ---------------------------- | ----- | ----- | -------- |
| Зимові Олімпійські ігри 2014 | Сочі  | 8     | 79%      |